# 希恩
希恩（發音：[ˈʂêːən] ⓘ），是挪威泰勒马克郡的市镇。市镇面积为779.19平方公里，2023年人口数量为55,924人。

## 名人
- 亨利·易卜生，作家
- 西奥马尔·约翰森（Hjalmar Johansen），北极探险家体操运动员
- 克里斯廷·哈尔沃森（Kristin Halvorsen），政治家，社会主义左翼党党员，现任财政部部长

## 姊妹城市
- 芬兰洛伊马
- 瑞典乌德瓦拉
- 丹麦齊斯泰茲
- 美国邁諾特